# Álvaro de Lacerda (médico)
Álvaro de Lacerda (Campos dos Goytacazes, 8 de dezembro de 1858 – 13 de fevereiro de 1922) foi um médico brasileiro.
Foi eleito membro da Academia Nacional de Medicina em 1892.